# Alessandro Nini
Alessandro Nini (Fano, 1º novembre 1805 – Bergamo, 27 dicembre 1880) è stato un compositore italiano, autore di opere liriche, musica sacra, musica da camera e sinfonie.

## Opere liriche
- Ida della Torre, libretto di Carlo Beltrame (11 novembre 1837 - Venezia, Teatro San Benedetto)
- La marescialla d'Ancre (23 luglio 1839 - Padova; nuova versione 1º maggio 1847 - Milano)
- Cristina di Svezia (6 giugno 1840 - Genova)
- Margherita d'Yorck (21 marzo 1841 - Venezia, Teatro la Fenice con Giorgio Ronconi (baritono))
- Odalisa, dramma lirico in 2 atti, libretto di Giacomo Sacchero (19 febbraio 1842 - Milano, Teatro alla Scala)
- Virginia (21 febbraio 1842 - Genova)
- Il corsaro, libretto di Giacomo Sacchero (25 settembre 1847 - Torino, Teatro Carignano)
- Angiolello da Carignano (mai rappresentata)

## Musica sacra
- Messa da requiem